# Parksosaurus
Parksosaurus („ještěr Williama Parkse“) byl rod menšího ornitopodního dinosaura, žijícího na území západu Severní Ameriky v období pozdní křídy.

## Popis
Parksosaurus byl až 2,5 m dlouhý a kolem 45 kg vážící býložravý dinosaurus. Byl to dynamicky stavěný, po dvou nohách se pohybující ornitopod. Tento poměrně primitivní zástupce infrařádu Iguanodontia poněkud připomínal známějšího a mnohem staršího hypsilofodona. Žil v období svrchní křídy, asi před 70 miliony let. Jeho fosilie byly objeveny v Kanadě (provincie Alberta). Zkameněliny postkraniální kostry a fragmentů lebky byly objeveny v sedimentech proslulého souvrství Horseshoe Canyon. Původně byl materiál v roce 1926 popsán jako Thescelosaurus, v roce 1937 jej pak paleontolog Charles M. Sternberg překlasifikoval jako samostatný rod a zvolil nové rodové jméno Parksosaurus.

## Paleoekologie
Tento malý dinosaurus zřejmě rychle běhal a možná byl schopen i vyhrabávání nor. Přední i zadní končetiny měl poměrně silné a robustní. Jeho čelisti byly zakončeny zobákem z rohoviny, který pomáhal ve zpracování tuhé vegetace. Parksosauři žili ve stejném prostředí jako mnozí rohatí a kachnozobí dinosauři, ankylosauři i teropodi. Před velkými tyranosauridy (jako byl Albertosaurus a Daspletosaurus) se zřejmě zachraňovali útěkem. Parksosauři byli podle novějších objevů poměrně rozšířenou skupinou ornitopodů, jejich fosilie (resp. fosilie příbuzných druhů) již byly v podobě zubů objeveny například i v pozdně křídových vrstvách Mexika (souvrství Cerro del Pueblo).
Série fosilních stop podobného dinosaura (možná právě parksosaura) byla objevena na území jihozápadní Alberty v sedimentech souvrství St. Mary River.